# エルンスト・エンゲル
エルンスト・エンゲル（ドイツ語: Ernst Engel, 1821年3月26日 - 1896年12月8日）は、社会統計を体系化したドイツの統計学者、経済学者。

## 人物・生涯
ドイツのドレスデンの生まれ。ドイツ社会統計学の代表的な人物の一人であり、プロイセン王国の統計局長官となり、官庁統計を整備し、統計教育に努めた。家計の中でしめる食費の割合（エンゲル係数という）が貧富の階層差に密接に関連することを指摘した。
「エンゲルの法則」で有名。著書『人間の価値』『ベルギー労働者家族の生活費』など。